# Middle Fork Goodnews River
Der Middle Fork Goodnews River ist ein 97 Kilometer langer linker Nebenfluss des Goodnews River im Südwesten von Alaska. Der Name wurde von G. L. Harrington vom U.S. Geological Survey (USGS) 1921 publiziert. Der Eskimo-Name des Flusses hieß „Koguklik“ mit der Bedeutung „die Mitte haben“.

## Flusslauf
Der Middle Fork Goodnews River entspringt in den Ahklun Mountains auf einer Höhe von etwa 370 m. Der Middle Fork Goodnews River fließt in überwiegend westsüdwestlicher Richtung. Am Oberlauf befindet sich der See Middle Fork Lake. Bei Flusskilometer 70 fließt ihm ein namenloser rechter Nebenfluss zu, der einen ebenso namenlosen See nordwestlich des Middle Fork Lake entwässert. Bei Flusskilometer 52 trifft der Kukaktik River, der größte Nebenfluss, von links auf den Middle Fork Goodnews River. Dieser mündet schließlich in den Goodnews River, 9 km oberhalb dessen Mündung in die Goodnews Bay. Ober- und Mittellauf des Middle Fork Goodnews River liegen im Schutzgebiet Togiak National Wildlife Refuge.

## Einzugsgebiet
Das Einzugsgebiet des Middle Fork Goodnews River umfasst etwa 720 km². Dieses erstreckt sich über ein knapp 70 km langes schlauchförmiges Areal. Das Einzugsgebiet grenzt im Norden an das des oberstrom gelegenen Goodnews River, im Osten an das des Togiak River sowie im Süden an die Einzugsgebiete von Quigmy River, Matogak River und South Fork Goodnews River.

## Flussfauna
Im Flusssystem des Goodnews River kommen u. a. folgende Fischarten vor: Königslachs, Rotlachs, Ketalachs, Buckellachs, Silberlachs, Regenbogenforelle, Dolly-Varden-Forelle und Wandersaibling.

## Tourismus
Etwa 2 km von der Mündung des Middle Fork Goodnews River entfernt befindet sich an einem linken Seitenarm des Goodnews River die „Goodnews River Lodge“. Gäste erreichen die Lodge per Direktflug vom Flughafen Anchorage zum Flugplatz Goodnews Bay und anschließender 20-minütiger Bootsfahrt zur Lodge.